# 293 Dywizja Piechoty (III Rzesza)
293 Dywizja Piechoty (niem. 293. Infanterie-Division) – niemiecka dywizja z czasów II wojny światowej, uczestniczyła w przygotowaniach do agresji na Wielką Brytanię oraz ataku na Związek Radziecki.
Sformowana w Berlinie na mocy rozkazu z 8 lutego 1940, w 8. fali mobilizacyjnej w III Okręgu Wojskowym. Latem 1940 zakwaterowana przy kanala La Manche, z zamiarem uczestnictwa w agresji na Wielką Brytanię. Gdy do agresji nie doszło została przerzucona do okupowanej Polski. Od 22 czerwca 1941 uczestniczyła w ataku na Związek Radziecki. Brała udział m.in. w bitwie na łuku kurskim. Ostatecznie została zniszczona przez Armię Czerwoną we wrześniu 1944 pod Jassami w Rumunii.

## Dowódcy dywizji
- gen. por. Josef Rußwrum 8 II 1940 – 4 VI 1940;
- gen. por. Justin von Obernitz 4 VI 1940 – 19 II 1942;
- gen. por. Werner Forst 19 II 1942 – 10 I 1943;
- gen. por. Karl Arndt 10 I 1943 – 20 XI 1943;

## Struktura organizacyjna
Skład w lutym 1940:
- 510., 511. i 512. pułk piechoty, 293. pułk artylerii, 293. batalion pionierów (saperów), 293. oddział rozpoznawczy, 293. oddział przeciwpancerny, 293. oddział łączności;

Skład w lutym 1943:
- 510., 511. i 512. pułk grenadierów, 293. pułk artylerii, 293. batalion pionierów, 293. batalion fizylierów, 293. oddział przeciwpancerny, 293. oddział łączności, 293. polowy batalion zapasowy;